# Petit Casino

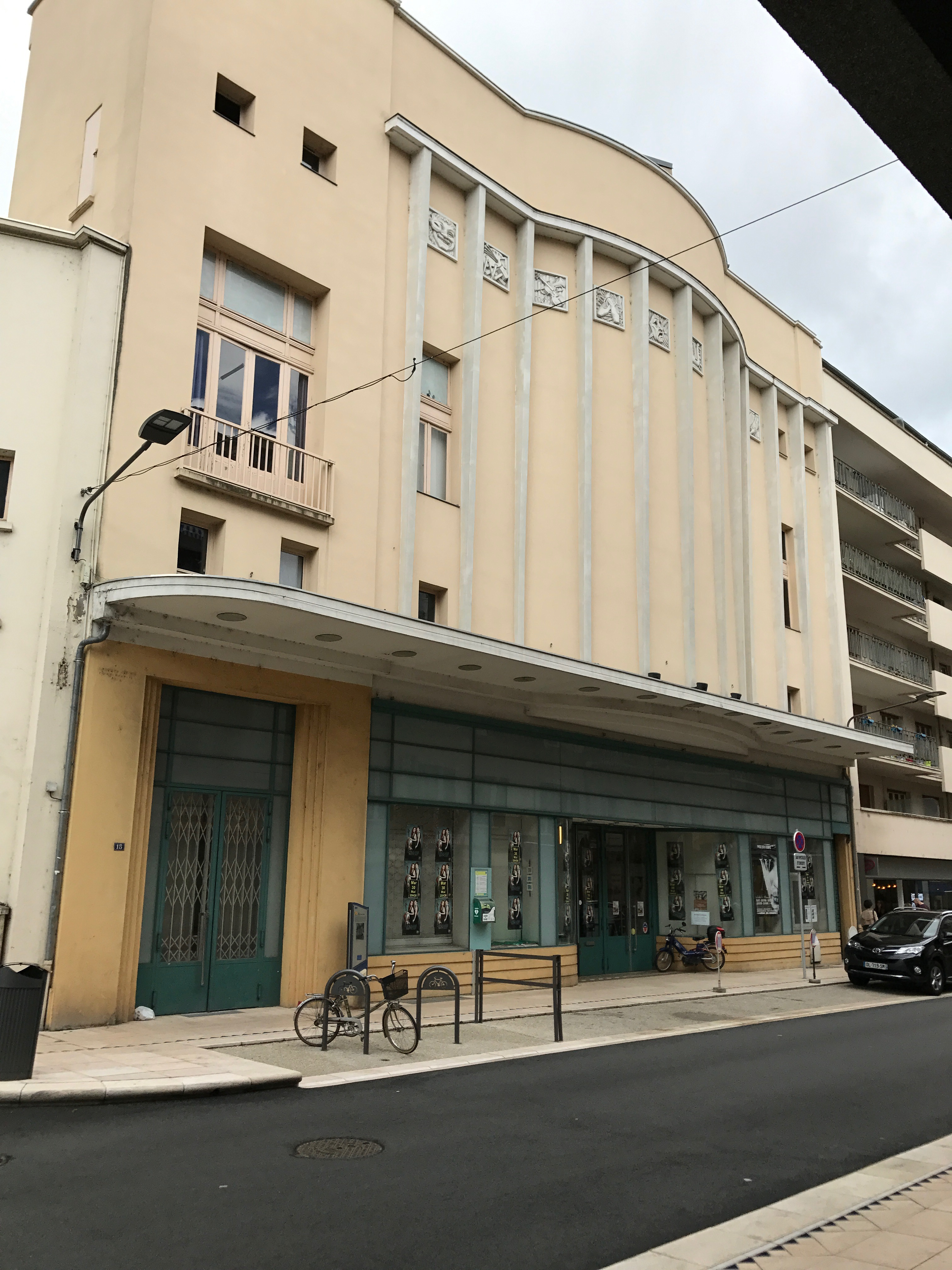

Het Petit Casino is een voormalig casino in de Franse stad Vichy gelegen rue du Maréchal-Foch. Tijdens de Tweede Wereldoorlog was er in de kelders van het gebouw een gevangenis van de Milice française.
Het Petit Casino werd gebouwd in art deco-stijl naar een ontwerp van de lokale architecten Jean Liogier en Antoine Chanet. Doorheen de tijd hebben er verschillende verbouwingen plaatsgevonden en het gebouw heeft nog maar weinig authentieke elementen. Wel bewaard zijn drie glasramen bij de trap die toegang geeft tot de theaterzaal. Deze zijn van Francis Chigot en stellen muziek, komedie en tragedie voor.
Het gebouw werd geopend in 1929 tijdens de hoogdagen van het kuuroord Vichy. Naast een casino waren er een theater en een brasserie. Begin 1943 werd het gebouw opgeëist door de Milice française, die was opgericht om het Franse verzet te bekampen. In de kelders van het Petit Casino werden gevangengenomen verzetsstrijders vastgehouden en gemarteld. Na de oorlog werd het gebouw heringericht. In 1961 werd het een cultureel centrum (Centre culturel Valéry Larbaud).